# Reichmannsdorf (Thüringen)
Reichmannsdorf is een plaats en voormalige gemeente in de Duitse deelstaat Thüringen, en maakt deel uit van de Landkreis Saalfeld-Rudolstadt.
Reichmannsdorf telt  inwoners.

## Geschiedenis
De gemeente maakte deel uit van de Verwaltungsgemeinschaft Lichtetal am Rennsteig tot deze op 1 januari 2019 werd opgeheven en Reichmannsdorf werd opgenomen in de gemeente Saalfeld/Saale.